# ホセア書
『ホセア書』（ホセアしょ）は、旧約聖書文書のひとつ。ユダヤ教では後の預言書に分類され、キリスト教では預言書（十二小預言書）に分類される。伝統的配列では、十二小預言書の最初、『ヨエル書』の前に配置される。
ホセア書の物語は、衰退期の北イスラエル王国を舞台とする。ホセア書は、イスラエルの民によるヤハウェ以外の神々の崇拝を批判し、イスラエルの民がヤハウェを見捨てたことを、妻の夫に対する不貞に譬えている。ホセア書では、夫ホセアと不貞の妻ゴメルの関係は、ヤハウェと不貞の民イスラエルの関係に対比される。この文書は、後者の関係を結婚という観点から描写した最初のものである。ホセアとゴメルの最終的な和解は、ヤハウェとイスラエルの最終的な和解を予兆するものとして理解される。 

## 著者
『ホセア書』に同時代人として挙げられている王の名はイスラエル王国・ユダ王国末期のものであり、これを信ずるなら紀元前8世紀末の人物である。
第1章第1節には、著者がホセアであることと、その預言期間がウジヤの治世からヒゼキヤの治世にまで及ぶことが主張される。出身部族に関する情報を含め、この預言者に関する情報をそれ以上聖書は提供していない。聖書の記述によれば、各王の治世はそれぞれ以下の通りとなるため、預言者としての活動期間は、ヨタム、アハズの統治の合計である31年以上と算定される。
| 王                                      | 統治期間   | 即位年                                          |
| 南ユダ王国                              | 南ユダ王国 | 南ユダ王国                                      |
| --------------------------------------- | ---------- | ----------------------------------------------- |
| ウジヤ（アザルヤ）                      | 52年       | ヤロブアムの第27年 - 列王記下 15:1              |
| ヨタム                                  | 16年       | ペカの第2年 - 列王記下 15:32                    |
| アハズ                                  | 16年       | ペカの第17年 - 列王記下 16:1                    |
| ヒゼキヤ                                | 29年       | ホシェアの第3年 - 列王記下 18:1                 |
| 北イスラエル王国                        |            |                                                 |
| ヤロブアム2世                           | 41年       | アマツヤ（ウジヤの父）の第15年 - 列王記下 14:23 |
| ゼカルヤ                                | 6ヶ月      | アザルヤの第38年 - 列王記下 15:8                |
| シャルム                                | 1ヶ月      | ウジヤの第39年 - 列王記下 15:13                 |
| メナヘム                                | 10年       | アザルヤの第39年 - 列王記下 15:17               |
| ペカフヤ                                | 2年        | アザルヤの第50年 - 列王記下 15:23               |
| ペカ                                    | 20年       | アザルヤの第52年 - 列王記下 15:27               |
| ホシェア                                | 9年        | アハズの第12年 - 列王記下 17:1                  |
| 北イスラエル王国の滅亡 - 列王記下 17:18 |            |                                                 |

## 内容
ホセア書の一方は、神に度々背いたイスラエルに対する裁きの警告であり、神はイスラエルを見放すことにされた、といった内容からなる。
もう一方の内容は、イスラエルに対する神の愛とイスラエルの霊的回復についてである。

### イスラエルの背きに対する罰
ホセアは、紀元前8世紀の北イスラエル王国の衰退と崩壊の時期に預言した。この書物によると、人々のヤハウェに対する背教が蔓延し、人々はヤロブアムの子牛とカナンの神であるバアルなどに仕えていた。
ホセア書には、ホセアの存命中、北王国の諸王、王を支持する有力者、そして祭司らが、民をモーセ五書に記されている神の律法から遠ざけたと記されている。彼らは神への崇拝を捨て、他の神々、特にカナンの嵐の神バアルやカナンの豊穣の女神アシェラを崇拝したと書かれている。殺人、偽証、窃盗、姦淫を含む他の罪も続いたとホセア書は述べている。ホセアは、人々がこれらの罪を悔い改めなければ、神は彼らの国が滅ぼされることを許し、人々は当時の強国アッシリアに捕囚されるだろうと警告している。

### 神の愛とイスラエルの霊的回復
ホセアの預言は、罪深いイスラエルに対する神の尽きることのない愛にも焦点を当てている。この文書では、イスラエルの裏切りに対する神の苦悩が表現されている。「エジプトの地からずっと、私はあなたの神、主である。あなたは私以外に神を知らず、私以外に救い主はいない」。預言者ホセアの使命は、これらの言葉が忘れられていた時代に、これらの言葉を語ることであった。
ホセア書によれば、最初に神がホセアに語りかけたとき、神はホセアに次のように言った。
「行け、淫行の妻と淫行の子らを受け入れよ。地は主を離れて大いなる淫行をなしてきたからだ。」—ホセア書1章2節
ホセアはゴメルを娶り、生まれた子供は神の命令によって、長男はイズレエル（神が種を蒔く）、長女はロ・ルハマ（憐れまれぬ者）次女はロ・アンミ（わが民でない者）とそれぞれ名付けられた。しかしその後、彼女らにはアンミ（憐れまれる者）、ルハマ（わが民）といった名前が回復される、という預言が与えらている。
イスラエルの背きに対する罰と、その将来的な回復について預言がなされた後、ホセア書はこう続けている。主はホセアにこう言った。
「行け、夫に愛されていながら淫行をなす女を愛せよ。イスラエルの子らが他の神々を仰ぎ見、その干し葡萄の菓子を愛するとしても、主がなおも彼らを愛されるように。」—ホセア書3章1節
これを受けてホセアは銀15シェケル、大麦1ホメルと1レテクを支払って、奴隷の身となっていたゴメルを買い戻した。 ホセアは彼女にこう言った。「あなたは長くわたしの所にとどまって、淫行をなさず、また他の人のものとなってはならない。わたしもまた、あなたにそうしよう。」

## 解釈と文脈
ホセア書で描写される不貞行為は、イスラエルの民の背教（神への背き）の隠喩として理解される。ホセア書13章1–3節は、イスラエルの人々が神ヤハウェを捨ててバアルを崇拝していることを描き、彼らの偶像崇拝を非難している。その主なものはベテルの北神殿にある「雄牛の像」であり、ホセアの時代にはバアルの像として崇拝されていた。
ホセアは、ヤハウェがその民に対して悔い改めの勧告を伝えるために用いた預言者であるとされる。預言者ホセアに神殿娼婦ゴメルとの結婚を命じることによって、神はその民に対する大いなる愛を示したとされる。ホセア書において、神は、その妻が姦淫を犯した夫に自身を譬え、結婚というモチーフを神とイスラエルの間の契約の比喩として用いた。しかし神の愛は完全には民に理解されなかった。
アモス書と同様、ホセア書は神の性質として道徳的側面を強調する 。イスラエルの背きにより、神は自らの神聖さゆえに民を罰せざるを得なかった。ホセアは不貞を最大の罪とみなしており、妻であるイスラエルは愛する夫である神に対して不貞を犯した。ホセアはこれに対して、神の消えることのない愛を掲げている。神は、イスラエルの不貞にもかかわらず彼を永遠に捨てることはなく、裁きの後に再び民を御自分に引き寄せるとされる。

## 新約聖書での引用・類似の比喩
| 2:1   | ローマの信徒への手紙 9:26                      |
| 2:25  | ローマの信徒への手紙 9:25, ペトロの手紙一 2:10 |
| 6:6   | マタイによる福音書 9:13, 12:7                  |
| 10:8  | ルカによる福音書 23:30, ヨハネの黙示録 6:16    |
| 11:1  | マタイによる福音書 2:15                        |
| 13:14 | コリントの信徒への手紙一 15:54-55              |